# LR-91
Le propulseur LR-91 désigne une famille de moteurs-fusées américains, produite par l’entreprise Aerojet à partir de 1959. Ils ont permis de propulser le second étage du missile SM-68 Titan, conçu par la Glenn L. Martin Company, puis les lanceurs Titan, dérivés du missile. La première version du LR-91 (nommée LR-91-3) utilisait comme ergols de l’oxygène liquide et du kérosène, alors que les autres versions (nommées LR-91-7, 5, 9 et 11) utilisaient du peroxyde d’azote et de l’Aérozine 50.

## Histoire
En pleine guerre froide, dans les années 1950, les États-Unis développèrent leurs premiers missiles balistiques intercontinentaux, comme les missiles Thor, Jupiter ou Redstone. Ils développent alors le missile Atlas, mais un autre missile est aussi développé, Titan, au cas où le développement des Atlas échoue. Ils développent le LR-91 version 3 (dit LR-91-3), un moteur-fusée qui propulsera les seconds étages des premiers missiles Titan, qui brûlent de l’oxygène liquide et du kérosène. Le missile Titan II est alors imaginé et développé, et son second étage sera d’un diamètre égal à celui de Titan I. En effet, le second étage du lanceur Titan I possède un diamètre inférieur à celui du premier étage. Le moteur-fusée passe alors à la version LR-91-7, plus puissante, et le carburant passe de l’oxygène liquide et du kérosène à du N2O4 et de l'Aérozine 50. La NASA, intéressée par les Titan II, décide de commander 12 exemplaires avec le passage du moteur-fusée LR-91-7 à la version LR-91-5 pour leur programme Gemini, qui sera une réussite. La fusée Titan III, successeur de la Titan II, est développée en 1962 et possède comme particularité d’avoir un troisième étage. Les LR-91-9 et LR-91-11 sont nés. Martin Marietta décide de le proposer à l’US Air Force et à la NASA. La NASA ne se montre pas intéressée, à cause de leur Atlas Centaur, possédant des capacités similaires à la Titan III. Contrairement à l’agence spatiale, l’armée se montre intéressée pour l’envoi de satellites espions en orbite. Mais au fil du temps, poussée par le besoin de fusées plus puissantes pour l’envoi de sonde spatiale, la NASA se tourne alors naturellement vers les fusées Titan. Une fusion entre Atlas Centaur et Titan III est faite, donnant une fusée plus puissante qu’à l'origine. Cette version de la fusée a permis de lancer les sondes Voyager 1 et Voyager 2. En 2005, ce fut l’arrêt définitif des lanceurs Titan, remplacés par les Delta IV Heavy, moins coûteux.